# AEL Limassol
AEL Limassol (grčki: Αθλητική Ένωση Λεμεσού – Athlitiki Enosi Lemesou) grčko je športsko društvo s ciparskog grada Limassol. 
U ovom sportskom društvu postoje nogometni, košarkaški, rukometni i biciklistički odjel kao i odjel za kuglanje. 
- Košarka: AEL Limassol BC